# Marija Reka
Marija Reka je naselje u slovenskoj Općini Prebold. Marija Reka se nalazi u pokrajini Štajerskoj i statističkoj regiji Savinjskoj.
Stanovnici se uglavnom bave poljoprivredom. Naselje se prostire na obroncima Reške planine i Mrzlice. Dolinom prolazi regionalna cesta II. reda broj 427, koja povezuje Savinjsku dolinu s Trbovljem.

## Stanovništvo
Prema popisu stanovništva iz 2019. godine naselje je imalo 266 stanovnika.